# Jiří Potůček

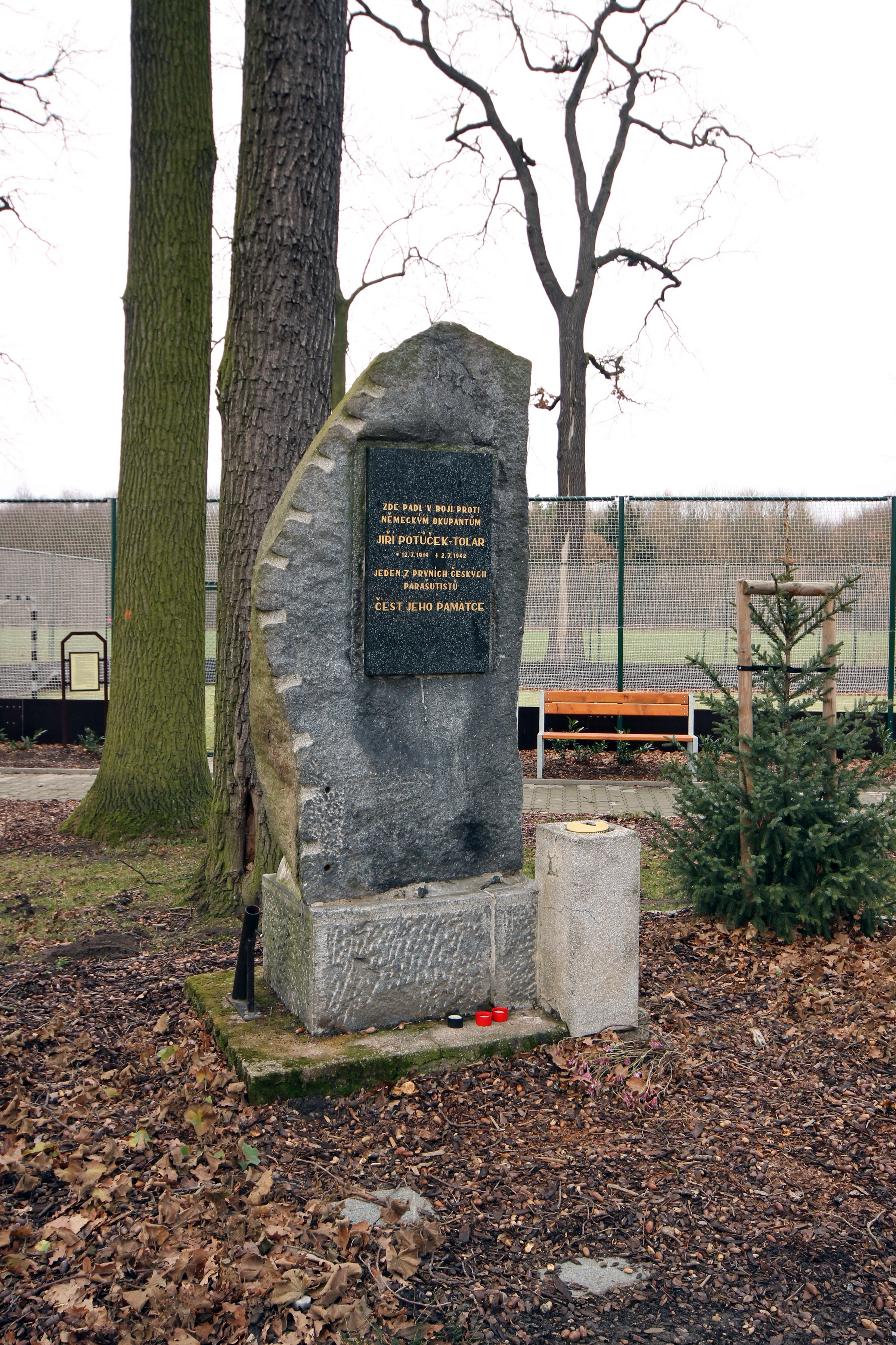
Pomník Jiřího Potůčka v místě, kde padl. Pardubice - Trnová

Jiří Potůček, krycím jménem Tolar (12. července 1919 Bruneck, dnes Itálie – 2. července 1942 les mezi vesnicemi Trnová a Rosice nad Labem), byl příslušník československé zahraniční armády v Anglii a radista výsadku Silver A.

## Mládí
Jiří Potůček se narodil 12. července 1919 v Brunecku v Jižním Tyrolsku. Otec Vilém Potůček byl osobním komorníkem hraběte Šternberka. Matka Antonie, roz. Karlová, byla u hraběte Šternberka komornou. Neměl sourozence. Rodina bydlela ve Šternberku, později se přestěhovala do Vranova (dnes se obec nazývá Břasy) u Rokycan. Zde rodiče zakoupili domek s hospodářstvím.
Obecnou školu absolvoval ve Vranově, měšťanskou školu v Horním Stupně. Po absolvování kurzu v Radnicích nastoupil k firmě Baťa, kde se vypracoval na gumárenského instruktora.

## V exilu
V době vypuknutí 2. světové války byl na služební cestě v Osijeku v Jugoslávii. Odtud odjel přes Řecko, Turecko a Sýrii do Francie, kde byl v Agde 14. ledna 1940 prezentován do čsl. zahraniční armády. Byl zařazen k telefonní rotě jako spojař. Prodělal radiovýcvik, bojů o Francii se nezúčastnil. Po pádu Francie byl 26. června 1940 evakuován do Velké Británie. Tam byl zařazen ke spojovací rotě. 28. října 1940 byl povýšen na desátníka.
V létě 1940 byl vybrán do výcviku pro zvláštní úkoly. Od 19. září do 25. prosince 1940 absolvoval základní sabotážní kurz, parakurz v Ringway u Manchesteru a radiotelegrafický kurz. V té době již byl jako radista zařazen do výsadku Silver A.

## Nasazení
Krátce po půlnoci 29. prosince 1941 byl společně s velitelem skupiny Alfrédem Bartošem a Josefem Valčíkem vysazen u obce Senice poblíž Poděbrad. Krátce byl ubytován v Pardubicích u bývalé snoubenky Alfréda Bartoše Věry Junkové, se kterou navázal milostný vztah. Na území protektorátu obsluhoval radiostanici s krycím názvem Libuše. S Londýnem se poprvé spojil 15. ledna 1942. Vysílal z kamenolomu Hluboká (kde byl s falešnými doklady na jméno Alois Tolar zaměstnán jako noční hlídač) u obce Ležáky a z Bohdanče. V polovině června 1942 se s ní přemístil do nového úkrytu v osadě Končiny u Červeného Kostelce, kde na něj ale 30. června 1942 udělalo gestapo zátah. Jiří Potůček se prostřílel z obklíčení a unikal ještě tři dny, přičemž se pokoušel vrátit se na Pardubicko konkrétně do Mnětic. Vyhladovělý a unavený usnul v křoví nedaleko obce Trnová. Zde jej našel štábní strážmistr protektorátního četnictva Karel Půlpán a ve spánku nebo v sebeobraně jej zastřelil. Po pitvě bylo tělo pohřbeno do hromadného hrobu na Ďáblickém hřbitově.

## Po válce
Dne 5. září 1945 byl postupně in memoriam povýšen do hodnosti podporučíka, v prosinci téhož roku byl postupně povýšen do hodnosti nadporučíka pěchoty. 7. dubna 1948 byl povýšen do hodnosti kapitána pěchoty. 24. června 2002 byl povýšen do hodnosti podplukovníka.
Místo skonu Jiřího Potůčka v lesíku na severním okraji Pardubic označuje pomník (souřadnice 50°3'4.97"N 15°44'58.46"E). Zajímavostí je, že nedaleko místa skonu jsou po jeho osobě pojmenovány hned dvě ulice a to Jiřího Potůčka a Tolarova podle jeho krycího jména. Další pomník a pamětní deska připomínají Jiřího Potůčka v Břasích.

## Vyznamenání
Jiří Potůček byl za své činy několikrát vyznamenán:
- 1942 –  Československý válečný kříž 1939
- 1944 –  Pamětní medaile československé armády v zahraničí se štítky Francie a Velká Británie
- 1945 –  druhý Československý válečný kříž 1939
- 1949 –  Československý vojenský řád Za svobodu
- 1968 –  Řád rudé zástavy

## Galerie

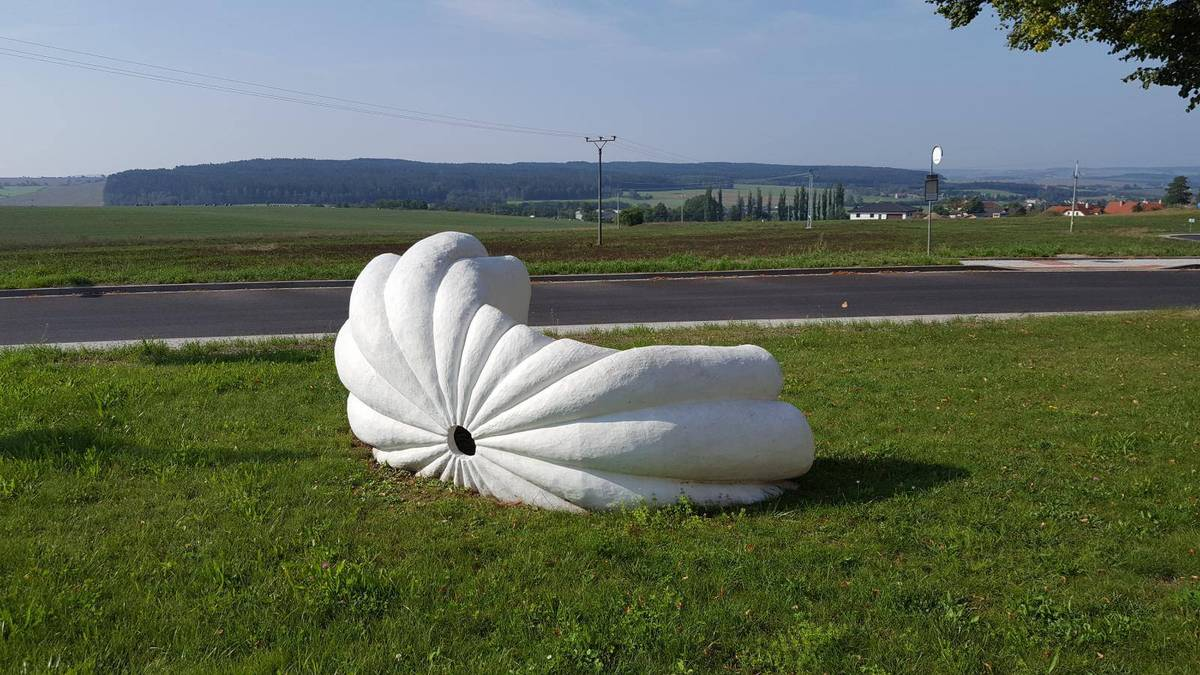
Památník Jiřího Potůčka-Tolara v Břasích
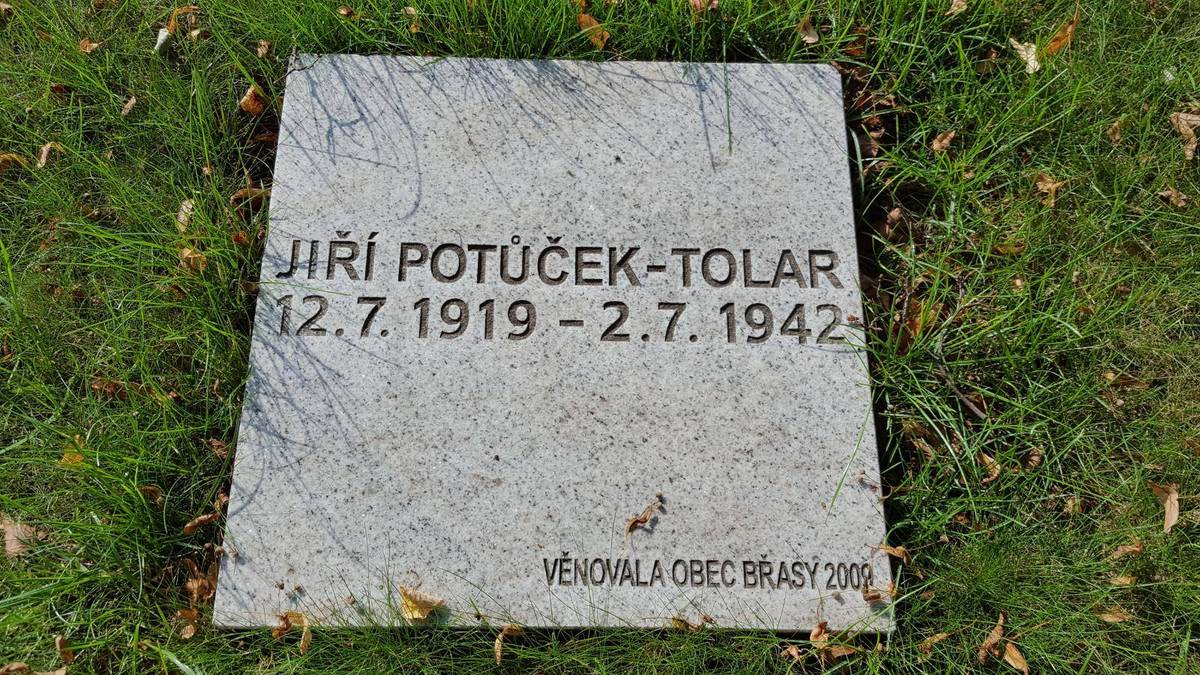
Památník Jiřího Potůčka-Tolara v Břasích
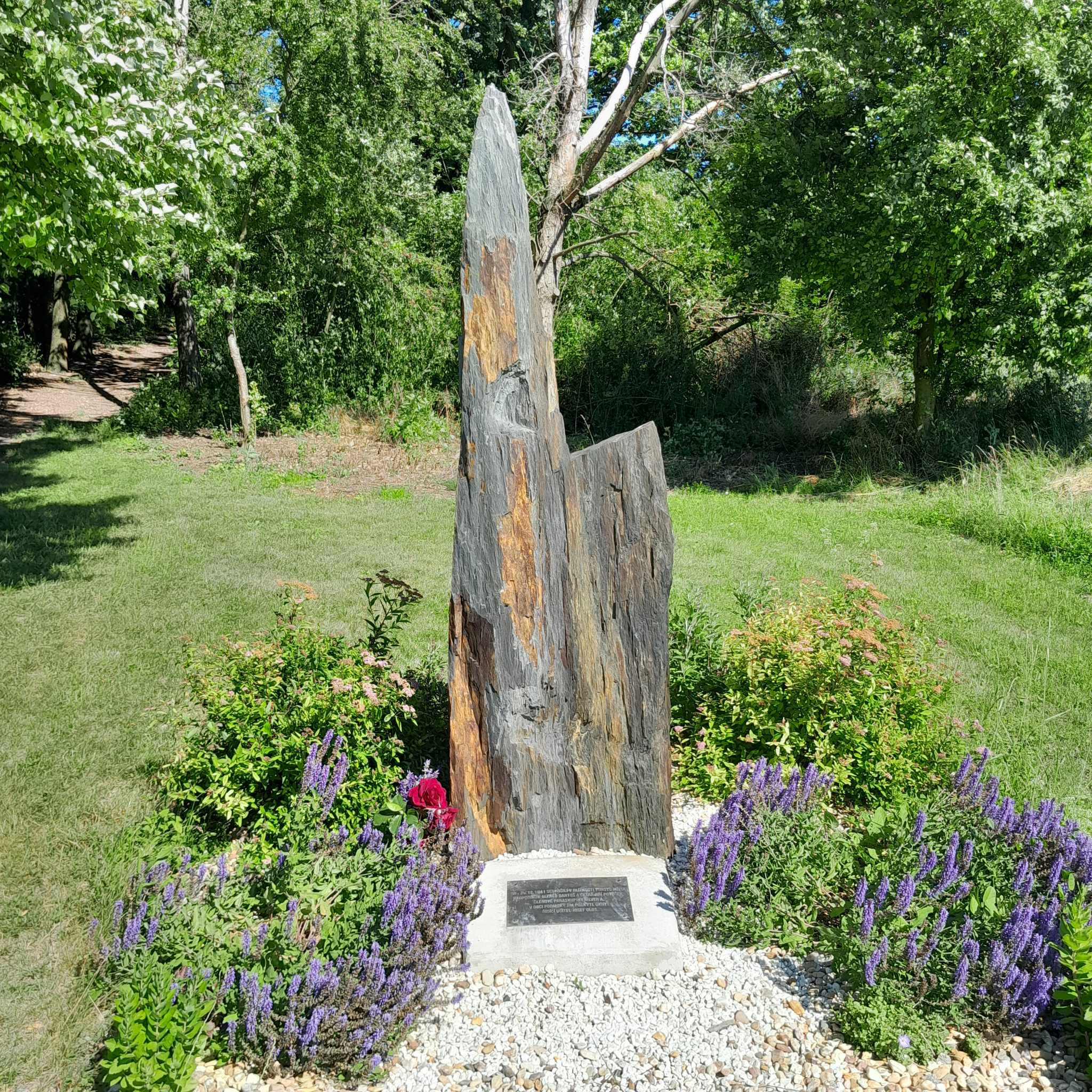
Památník v místě seskoku Alfréda Bartoše a Jiřího Potůčka (Podmoky, okr. Nymburk)
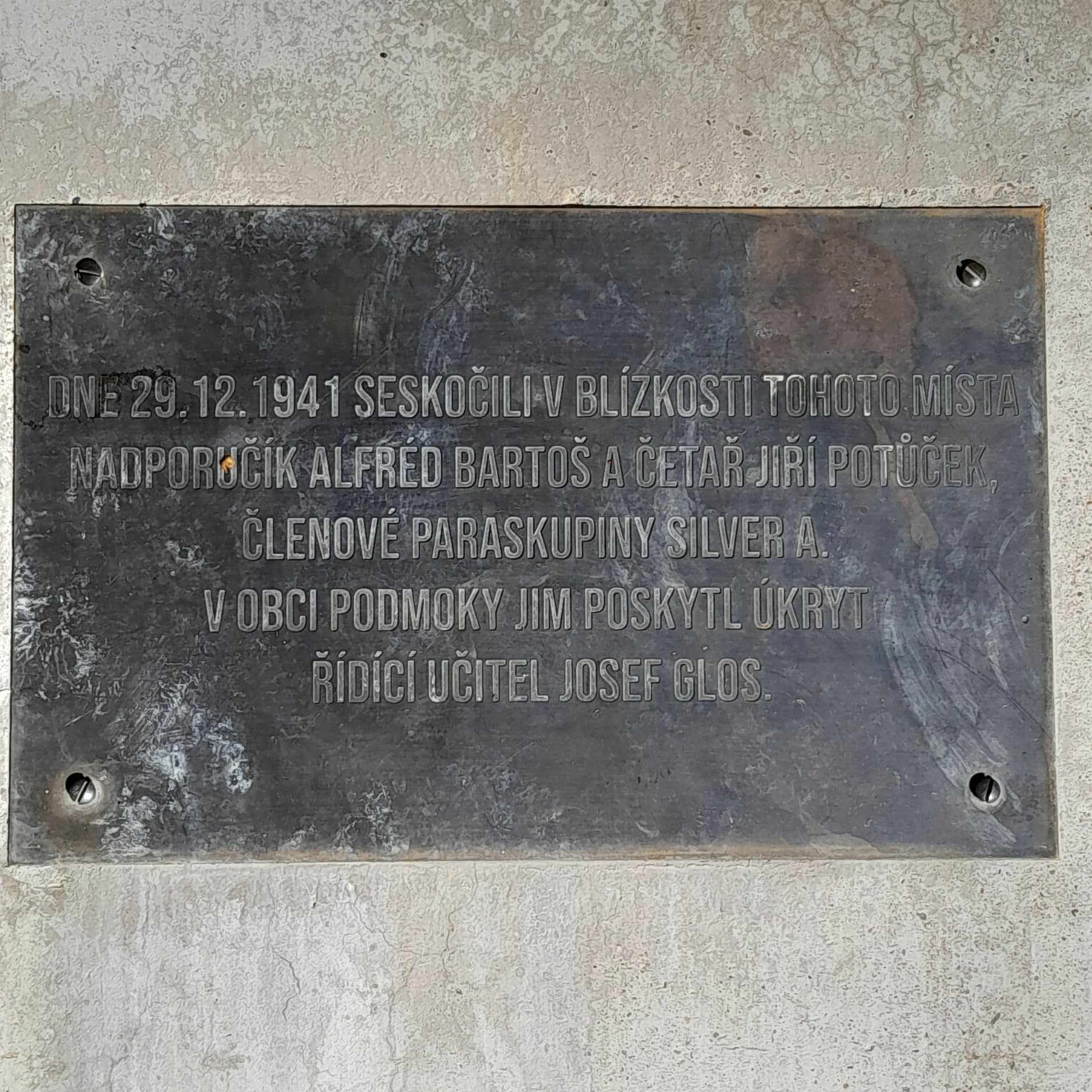
Pamětní deska na památníku v místě seskoku Alfréda Bartoše a Jiřího Potůčka (Podmoky, okr. Nymburk)